# Variable latent

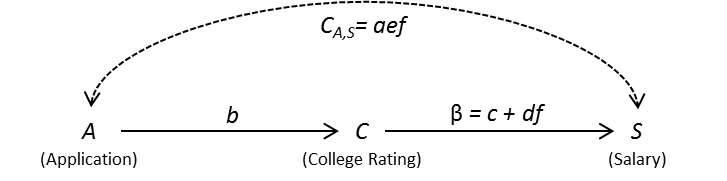
Fig.1 La variable A és observable. La variable C és latent i oculta (es pot deduir a partir de la variable A). La variable S és observable i es pot deduir a partir de la variable oculta C.

Una variable latent (o variable oculta), en estadística, és una variable que no es pot observar directament i que cal deduir mitjançant un model matemàtic (per exemple model ocult de Markov) d'altres variables que són observables o mesurables. També es poden emprar aquestes variables latents per a explicar variables obsservables (models de variables latents). Vegeu Fig.1

## Aplicacions
Les variables latents troben aplicació, per exemple, en els camps de l'economia i la psicologia. En economia, variables latents són la qualitat de vida, confiança en l'economia, felicitat i conservadorisme. Per a deduir la variable oculta qualitat de vida s'empren variables observables com són riquesa, ocupació, ambient, salut física i mental, educació i temps de lleure.